# Volkert Kraeft
Volkert Kraeft (Timmendorfer Strand, 7 agosto 1941) è un attore e doppiatore tedesco.

## Carriera
Attore attivo prevalentemente in campo televisivo (oltre che teatrale), tra grande e - soprattutto - piccolo schermo, ha partecipato a circa 110 differenti produzioni, a partire dalla seconda metà degli anni sessanta.
Tra i suoi ruoli principali figurano, tra l'altro, quello di Rudi nella serie televisiva Drei Frauen im Haus (1968-1969), quello di Thomas Stein nella serie televisiva Ein Fall für Stein (1975), quello di Stephan Lorentz nella serie televisiva Lorentz e figli (1988), quello di Henrik van Daalen nella serie televisiva Zwei Münchner in Hamburg (1989-1993), quello di Christian von Frankenberg nella serie televisiva Frankenberg (1994-1996), quello del Dottor Viktor Fabritius nella serie televisiva La casa del guardaboschi (Forsthaus Falkenau, 1993-2006), quello di Maximilian Monk nella serie televisiva 5 stelle (Fünf Sterne, 2005-2008), ecc.; è inoltre un volto noto al pubblico per essere apparso in vari film TV e come guest star in varie serie televisive, come, in particolare, L'ispettore Derrick.
Come doppiatore, ha prestato la propria voce ad attori quali Charles Aidman, Peter Andersson, Anthony Andrews, Bill Bixby, Pierre Clémenti, Gary Collins, Frank Converse, Charles Dance, George DiCenzo, André Dussollier, Lance Henriksen. Timothy Hutton, Terry Kiser, Lee Majors, Bill Murray, Liam Neeson, Burt Reynolds, Alan Rickman, William Shatner, Dean Stockwell, Stanley Tucci, Sam Waterston, ecc.

## Filmografia parziale

### Cinema
- Probe für Cleopatra, regia di Hans Sachs - cortometraggio (1966)
- Per un pugno di eroi (Eine handvoll helden), regia di Fritz Umgelter (1967)
- L'uovo del serpente (The Serpent's Egg), regia di Ingmar Bergman (1977)
- Zwischengleis, regia di Wolfgang Staudte (1978)
- Der Sheriff von Linsenbach, regia di Michael Mackenroth (1984)
- Beim nächsten Mann wird alles anders, regia di Xaver Schwarzenberger (1989)
- Das weiße Schweigen, regia di Esther Gronenborn (2022)

### Televisione
- Herrenhaus, regia di Fritz Umgelter – film TV (1966)
- Die Affäre Eulenburg, regia di Fritz Umgelter – film TV (1967)
- Bratkartoffeln inbegriffen, regia di Fritz Umgelter – film TV (1967)
- Crumbles letzte Chance, regia di Erik Ode – film TV (1967)
- Sieben Wochen auf dem Eis, regia di Fritz Umgelter – film TV (1967)
- Drei Frauen im Haus – serie TV, 7 episodi (1968)
- Polizeifunk ruft – serie TV, episodio 3x04 (1969)
- Rumpelstilz, regia di Peter Beauvais – film TV (1969)
- Marinemeuterei 1917, regia di Hermann Kugelstadt – film TV (1969)
- Rebellion der Verlorenen – serie TV, episodio 1x02 (1969)
- Das Haus Lunjowo, regia di Franz Peter Wirth – film TV (1970)
- Schlagzeilen über einen Mord, regia di Heinz Schirk – film TV (1970)
- Königin Christine, regia di Ludwig Cremer – film TV (1970)
- Die blinden Ameisen, regia di Oswald Döpke – film TV (1970)
- Merkwürdige Geschichten – serie TV, episodio 1x11 (1971)
- Viel Getu' um nichts, regia di Fritz Umgelter – film TV (1971)
- Augenzeugen müssen blind sein, regia di Michael Kehlmann – film TV (1971)
- Der Kurier der Kaiserin - serie TV, 8 episodi (1970-1971)
- Der Kommissar - serie TV, 2 episodi,  (1970-1971)
- Unsere heile Welt - serie TV, 1 episodio (1972)
- Alpha Alpha - serie TV, 1 episodio (1972)
- Das Geheimnis der alten Mamsell - film TV (1972)
- Tod auf der Themse - film TV (1973)
- Squadra speciale K1 - serie TV, 2 episodi (1974-1977)
- Der Stechlin - miniserie TV (1975)
- Pariser Geschichten - serie TV (1975)
- Ein Fall für Stein - serie TV, 13 episodi (1975)
- L'ispettore Derrick - serie TV, ep. 03x06, regia di Alfred Weidenmann (1976)
- Die Affäre Lerouge - miniserie TV (1976)
- Die Buddenbrooks - miniserie TV (1979)
- Tatort - serie TV, 3 episodi (1980-2015)
- Die Laurents - serie TV (1981)
- La nave dei sogni - serie TV, 4 episodi (1981-1996)
- Reden muß man miteinander - serie TV (1982)
- Titanic  - film TV (1984)
- Un caso per due - serie TV, 1 episodio (1985)
- L'ispettore Derrick - serie TV, ep. 13x05, regia di Alfred Vohrer (1986)
- Es muß nicht immer Mord sein - serie TV, 1 episodio (1986)
- Detektivbüro Roth - serie TV, 1 episodio (1986)
- S.Y. Arche Noah - serie TV, 8 episodi (1986)
- L'ispettore Derrick - serie TV, ep. ep. 14x06, regia di Jürgen Goslar (1987)
- L'eredità dei Guldenburg - serie TV, 1 episodio (1987)
- L'ispettore Derrick - serie TV, ep. ep. 15x04, regia di Alfred Weidenmann (1988)
- La clinica della Foresta Nera - serie TV, 3 episodi (1988)
- Lorentz e figli - serie TV (1988)
- Il commissario Köster/Il commissario Kress (Der Alte) - serie TV, 3 episodi (1989-1992)
- Zwei Münchner in Hamburg - serie TV, 36 episodi (1989-1993)
- Insel der Träume - serie TV, 1 episodio (1991)
- L'ispettore Derrick - serie TV, ep. ep. 18x12, regia di Helmuth Ashley (1991)
- Plantage allee - serie TV, 1 episodio (1992)
- Mutter und Söhne - film TV (1992)
- La casa del guardaboschi - serie TV, 103 episodi (1993-2006)
- Die Männer vom K3 - serie TV, 2 episodi (1992-1997)
- Ein unvergeßliches Wochenende - serie TV, 1 episodio (1994)
- Frankenberg - serie TV, 36 episodi (1994-1996)
- I ragazzi del windsurf - serie TV, 1 episodio (1996)
- Die Flughafenklinik - serie TV, 1 episodio (1996)
- Rosamunde Pilcher - Schneesturm im Frühling - film TV (1996)
- Sophie - Schlauer als die Polizei erlaubt - serie TV, 1 episodio (1997)
- Kurklinik Rosenau - serie TV, 1 episodio (1997)
- Amiche nemiche - serie TV, 1 episodio (1997)
- Wiedersehen in Palma - film TV (1998)
- Lisa Falk - Eine Frau für alle Fälle - serie TV, 1 episodio (1998)
- Traumfrau mit Nebenwirkungen - film TV (1999)
- Ärzte - serie TV, 1 episodio (1999)
- Im Namen des Gesetzes - serie TV, 1 episodio (2000)
- Adelheid und ihre Mörder - serie TV, 2 episodi (2005)
- 5 stelle (Fünf Sterne) - serie TV, 20 episodi (2005-2008)
- Rosamunde Pilcher - Die Liebe ihres Lebens - film TV (2006)
- Inga Lindström - I cavalli di Monte Caterina (Inga Lindström - Die Pferde von Katarinaberg) - film TV (2007)
- Soko 5113 - serie TV, 1 episodio (2008)
- Squadra Speciale Colonia - serie TV, 1 episodio (2009)
- Potere e passione - serie TV (2009)
- Sotto una romantica luna - film TV (2010)
- Der letzte Patriarch - film TV (2010)
- Hamburg Distretto 21 - serie TV, 1 episodio (2010)
- Die Rosenheim-Cops - serie TV, 2 episodi (2010-2015)
- Inga Lindström - Der Traum vom Siljansee - film TV (2014)
- SOKO - Misteri tra le montagne - serie TV, 1 episodio (2014)